# Никола Јоловић
Никола Јоловић (Београд, 4. мај 1979) бивши је српски фудбалер.

## Kаријера
Каријеру је започео 1996. у БСК Батајници. Прешао је 1998. у Земун, а 2001. у Торпедо Москву и 2005. у Сатурн Раменскоје. Годину дана је играо за Интер Баку, када је прешао у Чукарички и Београд, играјући у Суперлиги Србије.

## Репрезентативна каријера
Играо је у шест утакмица репрезентације Србије до 21 године, постигао је један гол, током квалификације за Европско првенство.

## Статистика каријере

### Клуб
| Сезона      | Клуб              | Лига                         | Наступи | Голови |
| Југославија | Југославија       | Југославија                  | Лига    | Лига   |
| ----------- | ----------------- | ---------------------------- | ------- | ------ |
| 1998—99     | Земун             | Прва лига Србије и Црне Горе | 9       | 1      |
| 1999—00     | Земун             | Прва лига Србије и Црне Горе | 31      | 2      |
| 2000—01     | Земун             | Прва лига Србије и Црне Горе | 29      | 1      |
| Русија      | Русија            | Русија                       | Лига    | Лига   |
| 2001        | Торпедо Москва    | Премијер лига Русије         | 7       | 1      |
| 2002        | Торпедо Москва    | Премијер лига Русије         | 25      | 1      |
| 2003        | Торпедо Москва    | Премијер лига Русије         | 24      | 0      |
| 2004        | Торпедо Москва    | Премијер лига Русије         | 5       | 0      |
| 2005        | Торпедо Москва    | Премијер лига Русије         | 3       | 0      |
| 2005        | Сатурн Раменскоје | Премијер лига Русије         | 12      | 1      |
| Азербејџан  | Азербејџан        | Азербејџан                   | Лига    | Лига   |
| 2006—07     | Интер Баку        | Премијер лига Азербејџана    | 10      | 0      |
| 2007—08     | Интер Баку        | Премијер лига Азербејџана    | 1       | 0      |
| Србија      | Србија            | Србија                       | Лига    | Лига   |
| 2008—09     | Чукарички         | Суперлига                    | 2       | 0      |
| 2008—09     | ОФК Београд       | Суперлига                    | 12      | 1      |
| 2009—10     | ОФК Београд       | Суперлига                    | 6       | 0      |
| Југославија | Југославија       | Југославија                  | 69      | 4      |
| Русија      | Русија            | Русија                       | 76      | 3      |
| Азербејџан  | Азербејџан        | Азербејџан                   | 11      | 0      |
| Србија      | Србија            | Србија                       | 20      | 1      |
| Укупно      | Укупно            | Укупно                       | 176     | 8      |